# Sonbhadra (huyện)
Huyện Sonbhadra là một huyện thuộc bang Uttar Pradesh, Ấn Độ. Thủ phủ huyện Sonbhadra đóng ở Robertsganj. Huyện Sonbhadra có diện tích 6788 ki lô mét vuông. Đến thời điểm năm 2001, huyện Sonbhadra có dân số 1463468 người.